# Robert Gerwarth
Robert Gerwarth (Berlino, 12 febbraio 1976) è uno storico e scrittore tedesco.
Professore di Storia Moderna all’University College Dublin (UCD) e direttore del Centre for War Studies.

## Formazione e carriera
Dopo aver completato un dottorato all’Università di Oxford nel 2003 con una British Academy Postdoctoral Fellowship, Gerwarth ha lavorato presso istituzioni quali Oxford, Princeton, Harvard, il NIOD di Amsterdam, e l’Institute for Advanced Study di Perth (Australia Occidentale). Nel 2007 entra nella faculty di UCD, dove assume la direzione del Centre for War Studies e, dal 2017, è Head of School of History.

## Premi e riconoscimenti
Gerwarth è stato nominato Researcher of the Year 2022 dall’Irish Research Council per le sue ricerche su violenza politica e conflitti armati in Europa nel XX secolo. Tra i suoi riconoscimenti, l’ERC Starting Grant nel 2009 e l’ERC Advanced Grant per il progetto "Civil Wars in Europe, 1914–1949". Nel 2020 ha ricevuto il prestigioso Reimar‑Lüst Prize dalla Fondazione Alexander von Humboldt. È membro della Royal Irish Academy e dell’Academia Europaea.

## Ricerca e pubblicazioni
La sua opera si focalizza su violenza politica e guerre civili in Europa, prima metà del XX secolo. Tra le pubblicazioni principali:
- The Bismarck Myth: Weimar Germany and the Legacy of the Iron Chancellor (2005, OUP)
- Hitler’s Hangman: The Life of Heydrich (2011, Yale UP) – la prima biografia accademica su Reinhard Heydrich
- La Rabbia dei Vinti (The Vanquished: Why the First World War Failed to End, 1917–1923) (2016, Penguin/FSG), definito “both important and timely” da Margaret MacMillan su Gulf News[5]
- November 1918: The German Revolution (2020, OUP), valutato come una delle analisi più stimolanti del periodo interbellico dal Financial Times[1]

Ha inoltre curato volumi collettivi tra cui War in Peace (2012) e Empires at War (2014).

## Progetti e contributi
Nel 2021/22 è stato Visiting Professor alla Oxford University, sponsorizzato da Leverhulme Trust. Attualmente è general editor delle collane The Greater War (OUP) e Studies in the Social and Cultural History of Modern Warfare (CUP). Coordina dal 2022 il progetto ERC “CivilWars”, incentrato sulle guerre civili europee (1914–1949).

## Vita privata e curiosità
Cresciuto a Berlino durante la caduta del Muro (all’età di 13 anni), dal 2007 vive in Irlanda con la famiglia. Ama lo sci, il canottaggio e la lettura per svago.